# Jefferson (CDP, New York)
Pour les articles homonymes, voir Jefferson.
Jefferson est une census-designated place du comté de Schoharie, dans l'État de New York, aux États-Unis,. En 2020, elle compte une population de 121 habitants.